# ژان کارلوس دونده
ژان کارلوس دونده (به پرتغالی: Jean Carlos Dondé) مدافع اهل برزیل است که در شهر Canoinhas و در تاریخ ۱۲ اوت ۱۹۸۳ به دنیا آمده‌است.
ژان کارلوس دونده در تیم‌های فوتبال Atlético Paranaense سابقهٔ حضور دارد.